# Cirénia
Cirénia (português europeu) ou Cirênia (português brasileiro) (em grego: Κυρένια; romaniz.: Kyrénia; em turco: Girne), também conhecida como Cireneia (em grego: Κερύνεια; romaniz.: Kerýneia), é uma cidade no litoral setentrional do Chipre, destacada pelos seus históricos baía e castelo. Internacionalmente reconhecida como parte da República do Chipre, Cirénia está ocupada pelos turcos desde a invasão turca do Chipre em 1974. No passado era habitada sobretudo por gregos cipriotas, e actualmente a população de Cirénia é formada na sua maior parte por turcos cipriotas e colonos que vieram da Turquia. 
Os seus seis mil anos de antiguidade são a soma de numerosas civilizações. A sua localização, rodeada a norte pelo mar e a sul pelos Montes Cirénia, oferece um imponente cenário. A parte antiga dispõe de um pequeno e bonito porto, repleto de iates, situado junto a um velho castelo da época dos cruzados. A população da cidade em 1960 era de greco-cipriotas: 2373; turco-cipriotas: 696; maronitas e arménios: 34; outros: 390.

## História

### Antiguidade
Numa lista de topônimos presentes no Templo de Medinet Habu, no Egito, datado do reinado do faraó Ramessés III, há o nome "Celena" (Kelena), que alguns estudiosos consideraram como uma menção precoce para Cirénia, muito embora essa teoria seja atualmente desacreditada. Arqueologicamente, as localidades situadas na imediação da cidade possuem restos que remontam ao Neolítico e à Civilização Micénica, muito embora o sítio em si tenha traços não mais antigos que o Período Geométrico. De acordo com a mitologia grega Cefeu, um grego originário de Tégea na Arcádia, teria fundado Cirénia.
A primeira menção à cidade clássica aparece na obra de Pseudo-Cílax que remonta a meados do século IV a.C.. Conjectura-se que Témiso, o rei cipriota a quem Aristóteles dedicou sua Protéptico, era monarca de Cirénia, tendo provavelmente reinado durante a segunda metade do século IV a.C.. Possivelmente ele pode ser o último dinasta que Ptolemeu I prendeu em 312 a.C., época de sua conquista de Chipre, sob suspeita de estar aliado com Antígono Monoftalmo. Seu étnico cerenita (Κερυνίτες) aparece numa inscrição do tempo de Ptolemeu III (século III a.C.) encontrada em Kafizin e seu nome é mencionado na lista de teodórocos de Delfos do século II a.C., bem como na obra de Diodoro Sículo (século I a.C.), Ptolemeu (século I a.C.), Plínio, o Velho (século I d.C.) e Pompeu de Melas.
Nenhum elemento arquitetônico do Período Arcaico e Clássico foi preservado in situ. Apesar disso, sabe-se mediante algumas inscrições sobreviventes que havia santuários dedicados a Afrodite e Apolo, bem como um ginásio. Ao longo das escavações realizadas no local descobriu-se uma série de estatuetas de calcário e terracota que remontam aos períodos Arcaico e Helenístico, bem como vários túmulos. Em 1965, Andreas Kariolou descobriu um navio naufragado nas proximidades do porto de Cirénia que segundo estimado teria começado a operar no comércio local ca. 389 a.C. (±44) e teria naufragado ca. 288 a.C.. Ele atualmente está abrigado no Museu do Naufrágio situado no Castelo de Cirénia.
Os romanos sucederam à dinastia ptolemaica como governantes do Chipre e, durante este período, Lápito passou a ser o centro administrativo do distrito. Durante o Império Romano, segundo uma inscrição datada do reinado do imperador Cláudio (r. 41–54), sabe-se que Cirénia era suprida com água transportada por um aqueduto oriundo duma fonte em Limnal. Outra inscrição, encontrada na base duma estátua e datada de 13-37 d.C., refere ao "demo dos cirénios", ou seja, habitantes da cidade. Sabe-se também que os romanos construiriam um castelo com um muro marítimo para proteção dos navios atracados.
A Cristandade encontrou um lugar propício para se estabelecer. Os primeiros cristãos empregaram as velhas pedreiras de Crisócava como catacumbas, a leste do castelo. Cedo algumas dessas cavernas foram convertidas em igrejas com belíssima iconografia, sendo a mais representativa a de Agia Mavri. Desde esses tempos já remotos, Cirénia foi uma sede episcopal. Um dos primeiros bispos, Teódoto, foi preso entre 307 e 324, sob o reinado de Licínio. Embora a perseguição aos cristãos oficialmente tenha terminado em 313, quando Constantino e Licínio emitiram o Édito de Milão que impunha a tolerância dos cristãos no império e autorizava a liberdade de credo, o martírio de Teódoto e a perseguição só terminariam em 324, evento que a Igreja anualmente comemora em 2 de março.

### Idade Média

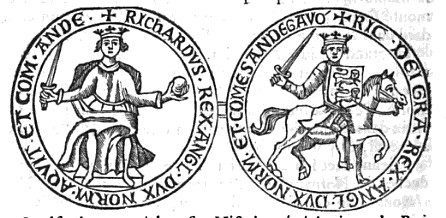
Rei Ricardo Coração de Leão

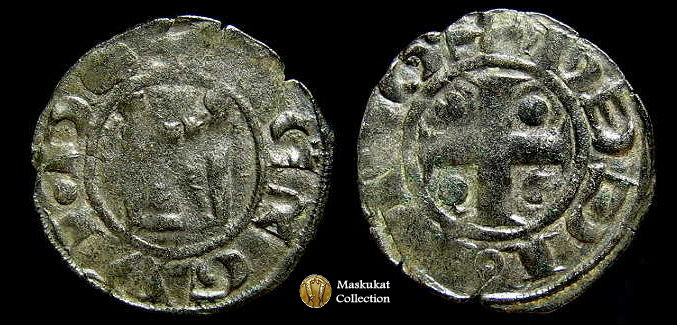
Moeda de Guido de Lusignan

Com a divisão do Império Romano em Império Romano do Oriente e Império Romano do Ocidente, em 395, Chipre passou a estar sob os imperadores bizantinos e a Igreja Ortodoxa Grega. Estes imperadores fortificaram o castelo romano de Cirénia. No século X, construíram na vizinhança uma igreja dedicada a São Jorge que foi usada como capela para o exército. Quando em 806 Lambusa foi destruída pelos árabes do Califado Abássida, Cirénia aumentou de importância devido ao castelo e à sua guarnição, que ofereciam protecção e segurança aos seus habitantes. Tão seguro era o castelo de Cirénia que se crê que Isaac Comneno, o último governador bizantino da ilha, enviou para lá a sua família e tesouros quando enfrentou o rei Ricardo Coração de Leão em 1191. Comneno foi derrotado e Ricardo passou a ser o novo senhor da ilha.
Ricardo Coração de Leão não foi a Chipre, e inicialmente vendeu a ilha aos Templários e, em 1192, a Guido de Lusignan. Sob domínio franco, as vilas do distrito de Cirénia transformaram-se em estados feudais e a cidade passou a ser, de novo, o centro administrativo e comercial da zona. O castelo foi ampliado, a cidade foi rodeada por um muro defensivo acompanhado de torres de observação e o porto foi ampliado. Os castelos bizantinos de Santo Hilarião, Vufavento e Cirénia também foram refortificados. Desta forma, os quatro castelos constituíram um sistema defensivo que protegia a cidade dos ataques por mar ou terra. O castelo de Cirénia desempenhou um papel importantíssimo nas disputas entre francos e nos conflitos com os genoveses.
Em 1489, Chipre passou para o domínio da República de Veneza e o castelo de Cirénia foi modificado para fazer frente à nova ameaça que constituía o maior poder dos canhões de pólvora. Os aposentos reais e três das suas quatro torres francas foram demolidos e substituídos por torres circulares mais largas que podiam resistir melhor aos canhões. Porém, essas torres não foram suficientes. Em 1571, a cidade foi ocupada pelo exército otomano.

### Império Otomano

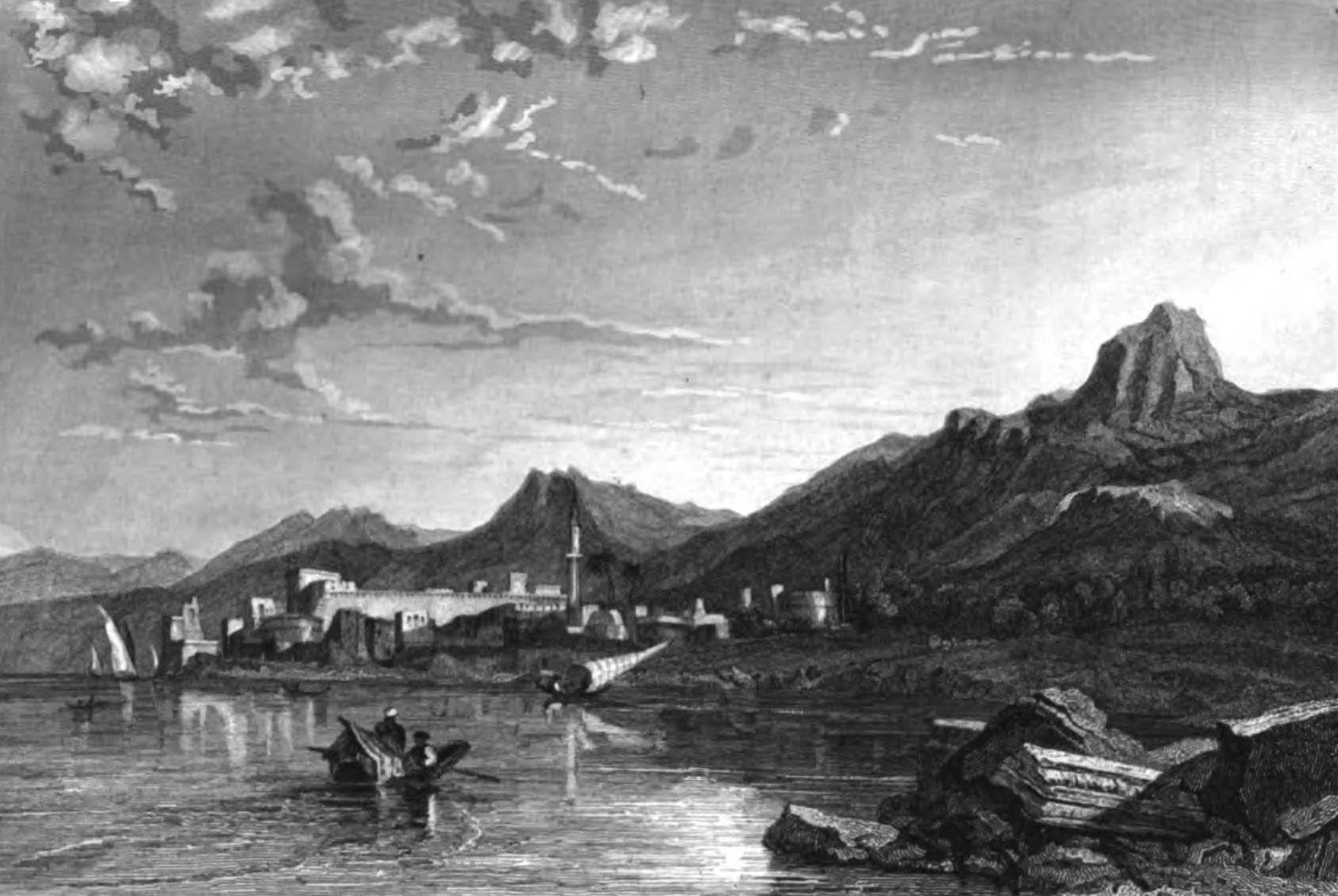
Ilustração de Cirénia em 1837

Sob domínio do Império Otomano, o distrito de Cirénia foi o primeiro dos quatro distritos administrativos (logo passaram a ser seis). A economia da cidade declinou e passou a ser uma guarnição militar. A população cristã foi expulsa da cidade fortificada e ninguém senão os artilheiros e as suas famílias foi autorizado a residir dentro do castelo. Esta gente aterrorizou os habitantes das vilas próximas, tanto muçulmanos como cristãos, com saques e crimes. Os poucos que se atreveram a permanecer eram mercadores e pescadores. Estes construíram as suas casas fora de muros. O resto trasladou-se para a área conhecida como Pano Cirénia ou "Riático", ou fugiram para as vilas montanhosas de Térmia, Caracumi, Cazafani, Belapais e Carmi.
A cidade ressurgiria novamente quando o comércio marítimo com a Ásia Menor e as ilhas do Mar Egeu foi autorizado, embora sujeito a subornos aos oficiais turcos. Em 1783, a igreja de Crisopolitissa foi renovada. Em 1856, seguindo o Hatt-I-Humayum, que introduziu reformas sociais e políticas, e a liberdade religiosa em várias regiões do Império Otomano, a igreja do Arcanjo Miguel foi reconstruída num monte rochoso com vista para o mar. Nesta época, os habitantes cristãos das vilas de longe assentaram na cidade. A agricultura local e comercio marítimo permitiram aos habitantes de Cirénia educar os filhos e dedicar-se a outras actividades culturais. Segundo censo de 1831, 52% da população da cidade era composta por muçulmanos.

### Império Britânico

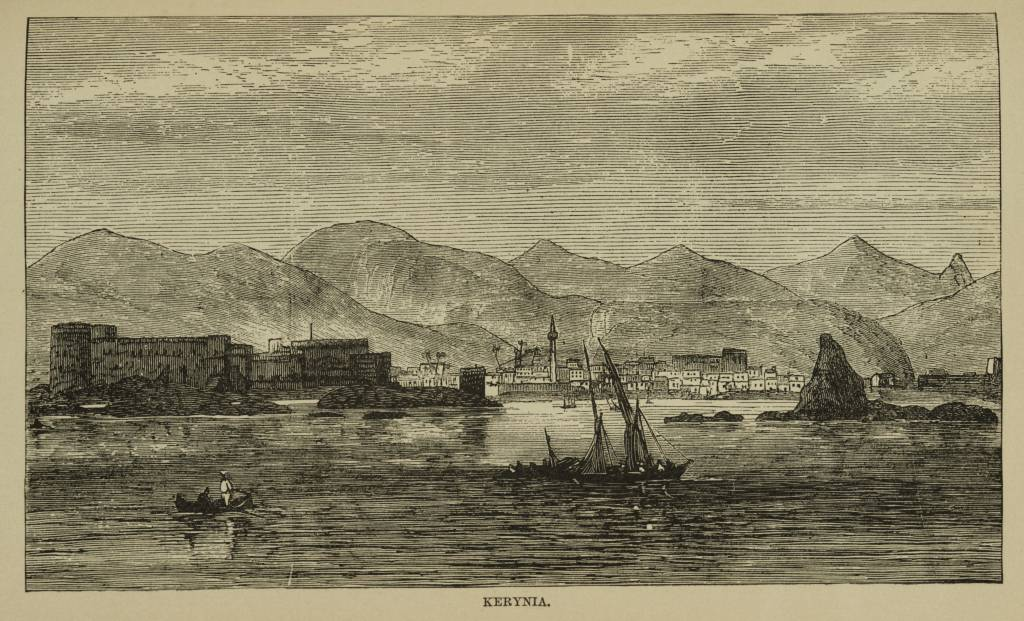
Ilustração de Cirénia em 1878

Em 1878, seguindo um acordo secreto entre os governos Britânico e Otomano, a ilha foi cedida a Grã-Bretanha como base militar no Mediterrâneo Oriental. Inicialmente a Grã-Bretanha não fez grandes mudanças administrativas, pelo que Cirénia se manteve como capital do distrito. Uma rota foi construída através do passo montanhoso local para comunicar a cidade com Nicósia, o porto foi reparado e o comércio com o Império Otomano expandiu-se. Os assuntos municipais foram ordenados e o conselho municipal teve um papel importantíssimo no arranjo e modernização da cidade. Em 1893, o hospital foi construído com contribuições privadas.
Na primeira década do século XX, Cirênia era una movimentada e pequena cidade com um edifício escolar novo, o seu próprio jornal e clubes sociais e desportivos. Também era um lugar de férias para famílias da capital. Muitas casas foram convertidas em pensões, sendo em 1906 construído o primeiro hotel junto ao mar, o “Akteo”. Estes primeiros anos de governo britânico foram economicamente duros. Os altos impostos e a grande depressão económica mundial foram os fatores que originaram um êxodo em massa tanto da cidade como do distrito, inicialmente para o Egito, e depois para os Estados Unidos da América.
Em 1922, a sede episcopal de Cirénia foi novamente realocada na cidade com a construção dum edifício metropolitano. No mesmo ano, a Guerra Greco-Turca impediu o comércio com a costa oposta causando uma séria depressão. Em seu auxílio veio um jovem repatriado dos Estados Unidos, que construiu o primeiro hotel moderno, o “Seaview”, em 1922 e o “Dome” em 1932, tendo em vista uma clientela internacional. O clima agradável de Cirénia, o pitoresco porto, os numerosos lugares arqueológicos, a combinação de montanhas, mar, vegetação e modernos lugares atraíram muitos viajantes permitindo o ressurgimento da economia. Após a Segunda Guerra Mundial, foram construídos mais hotéis e a cidade converteu-se em lugar de férias para os habitantes de Nicósia e para os estrangeiros. Às antigas comunidades juntaram-se uma nova, a britânica.

### 1960-presente

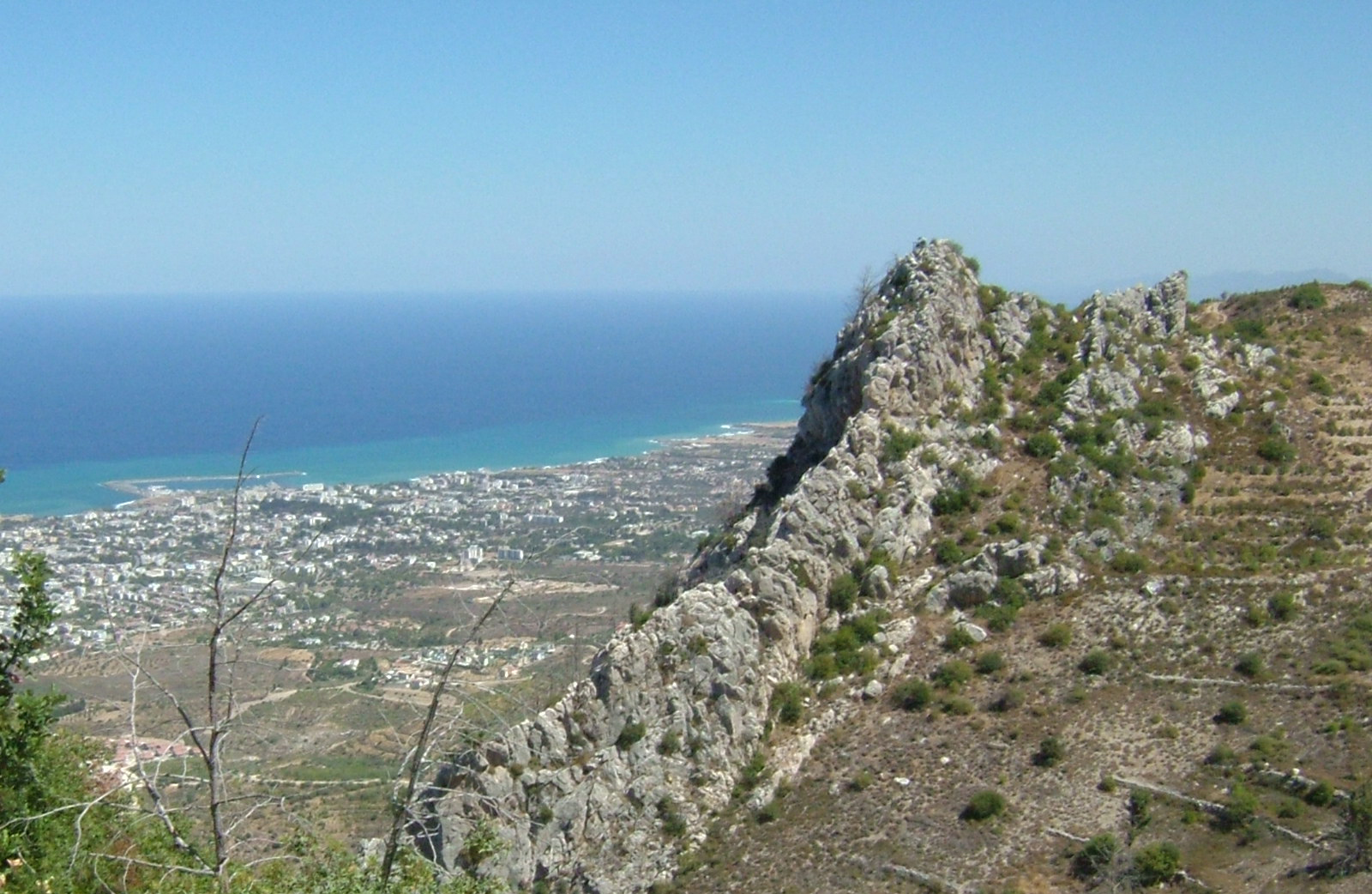
Cirénia vista do Monte de Santo Hilarião

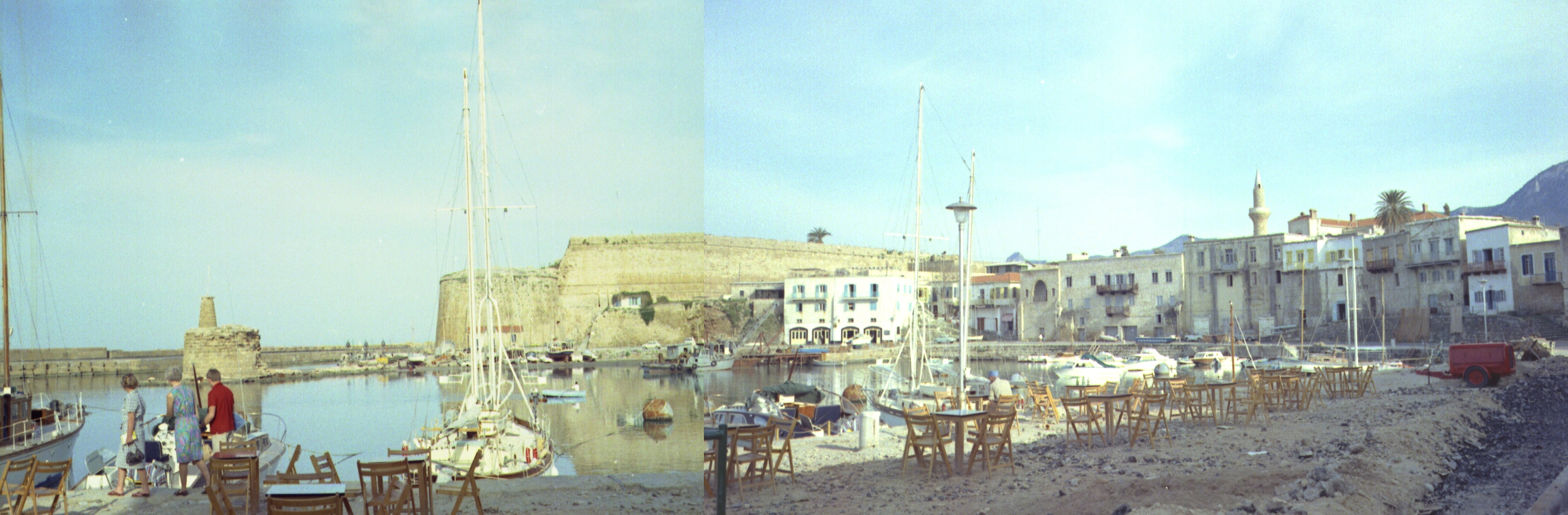
Porto de Cirénia em 1967

Em 1960, Chipre obteve sua independência. A prosperidade de Cirénia foi atingida devido ao conflito intercomunal de 1963 e 1964 entre as populações turcas e gregas. Embora os confrontos em Cirénia tenham sido ligeiros, os irregulares turco-cipriotas bloquearam a rota Cirénia-Nicósia e ocuparam o Castelo de Santo Hilarião. Apesar dessas dificuldades, a década de 1960 e inícios da de 1970 foram um período de grande actividade cultural e económica. Um novo edifício municipal foi construído e criou-se o Museu do Folclore. O antigo conflito, antes mencionado, foi reavivado e exposto com toda a sua carga, de forma permanente, no castelo. O número de hotéis novos e turistas multiplicou-se e uma nova estrada foi construída, em inícios da década de 1970, ligando Cirénia a Nicósia. As actividades culturais também se incrementaram. Outras celebrações tradicionais ou religiosas acontecem anualmente, como feriados culturais tradicionais, corridas de barcos, concertos e representações teatrais. 
As comunidades da cidade, grega, turca, maronita, arménia, latina e britânica coexistiam pacificamente e cooperavam nas suas ocupações diárias. A cidade tinha crescido para além dos seus dois históricos bairros de Cato (Baixo) Cirénia e Pano (Alto) Cirénia. Expandiu-se para o sopé das montanhas para formar o novo bairro de "Califórnia", e para leste já havia alcançado os arredores de Térmia, Caracumi e Agios Georgios. Em 20 de julho de 1974 (Operação Átila), tudo isto foi abruptamente interrompido quando a Turquia invadiu a ilha. Os habitantes greco-cipriotas de Cirénia tiveram de abandonar as suas casas. Ao desembarcar na ilha, o Exército Turco inicialmente prendeu aqueles que permaneciam atrás do hotel “Dome” e expulsou-os junto com os greco-cipriotas que permaneceram no distrito para um sector controlado pelo governo cipriota.
Em 1974, existiam 47 vilas no distrito de Cirénia constituindo a população greco-cipriota e maronita cerca de 83,12% do total e sendo a turco-cipriota apenas 15,34%. Com a invasão turca (Operação Átila) e a expulsão dos greco-cipriotas, só algumas centenas de maronitas permaneceram na zona. Muitas casas, igrejas, cemitérios e edifícios públicos foram saqueados e destruídos.